# بيوي تران فو
بيوي تران فو هو لاعب كرة قدم فيتنامي في مركز الوسط، ولد في 10 أكتوبر 1989 في فيتنام. لعب مع نادي هوانغ آنه جيا لاي.